# Catalanismo
El catalanismo es un movimiento orientado a la exaltación de los valores propios y distintivos de la personalidad histórica de Cataluña: sus tradiciones, su cultura y la lengua catalana. Según John H. Elliot el término «catalanismo», «hasta entonces reducido al movimiento cultural, comenzó a adquirir un serio significado político en el curso del llamado sexenio revolucionario, de 1868 a 1874». Más concretamente el adjetivo «catalanista» empezó a ser usado entre 1870 y 1871 para referirse a sí mismos por los miembros de la Jove Catalunya y de la revista La Renaixensa.

## Historia

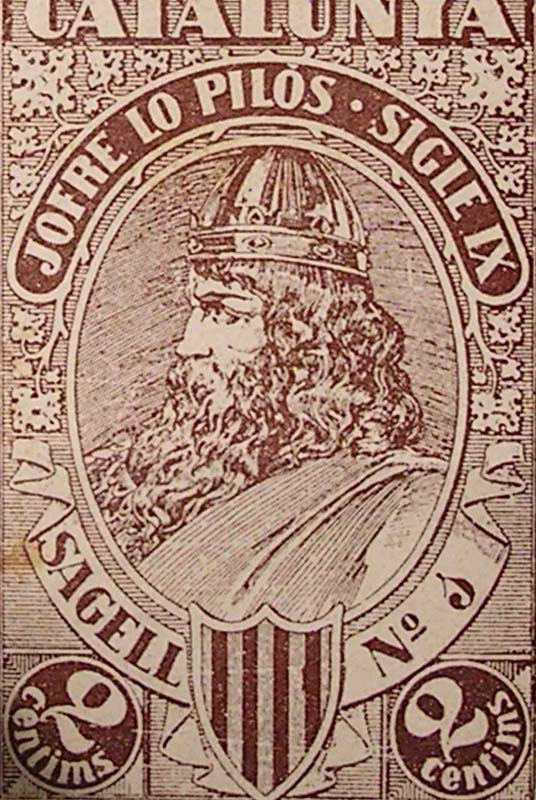
Sello de la Renaixença catalana dedicado a Wifredo el Velloso

Surgido en el siglo XIX, dentro de la corriente cultural del Romanticismo, el catalanismo lo constituyeron tres corrientes principales: 
- aquellos que, sin posicionamiento político, vindicaban la tradición, la lengua, y el derecho histórico propio de Cataluña;
- el tradicionalismo catalán que propugnaba los derechos históricos de Cataluña dentro de la tradición hispánica;
- y el catalanismo político que postulaba la consecución, en último término, de un estado propio para la nación catalana.

No es infrecuente el uso del término catalanismo para referirse al catalanismo político, como sucede, por ejemplo, en un artículo publicado en 1915 en la revista Renaixement, en el que se decía que el catalanismo era «la exaltación del sentimiento nacional, el reconocimiento, por los catalanes, de la Patria Catalana y la doctrina que lucha por las reivindicaciones políticas de Cataluña». En ese mismo artículo se definía el Pancatalanismo como «la expansión fuera de los límites históricos de Cataluña, no sólo de esa doctrina, sino de las manifestaciones vitales de nuestra tierra».
En el terreno cultural, el catalanismo se articuló como corriente de pensamiento en el siglo XIX, con el movimiento de la "Renaixença" (en castellano, Renacimiento (no confundir con el renacimiento de los siglos XV y XVI, que en catalán se denomina Renaixement o Renaiximent)) surgido en la década de 1830 que promovía la recuperación, normalización y reconocimiento de la lengua catalana. Más allá de la lengua, el catalanismo impulsó otras tradiciones históricas distintivas de la cultura catalana como la música tradicional, la sardana, los castellers o el conocimiento de la historia de Cataluña y sus símbolos.
El catalanismo cultural promovió la recuperación de la memoria histórica de Cataluña. Así, en las últimas décadas del siglo XIX proliferaron los artículos y obras que glosaban la milenaria historia de Cataluña y, especialmente, la trayectoria vivida desde los hechos de 1714, cuando las tropas borbónicas ocuparon el Principado de Cataluña y Felipe V dictó los Decretos de Nueva Planta que abolieron las instituciones catalanas. 
Todo ello aumentó la concienciación política de las élites culturales catalanas y dio lugar al nacimiento del catalanismo político, que se estructuró durante el último cuarto del siglo XIX. Intelectuales y líderes políticos de diferentes ámbitos, como Valentí Almirall o Josep Torras i Bages, articularon la ideología política del catalanismo, lo que dio lugar a los primeros partidos políticos y organizaciones sociales que reclamaban una autonomía política para Cataluña respecto a España, en razón a su historia y a su "hecho diferencial" cultural, económico y político. Se considera que el catalanismo político quedó definitivamente concretado en 1892 con la redacción de las Bases de Manresa.
El catalanismo político ha dado lugar a diversas variantes en función de la concepción sobre cuál debe ser la relación de Cataluña con el resto de España. Las principales propuestas históricas del catalanismo han sido el regionalismo, el autonomismo y el federalismo, fórmulas que otorgan diferentes niveles de autogobierno a Cataluña dentro del estado español, y que permiten tanto preservar los rasgos propios de la cultura catalana como participar en el proyecto común de construcción del estado español. En la primera década del siglo XX, sin embargo, el catalanismo político dio lugar a una variante, el nacionalismo catalán, que parte de la idea de que Cataluña es una nación, y que guio sus planteamientos políticos a partir de los parámetros del nacionalismo. Posteriormente, en los años 1930, el nacionalismo catalán dio lugar a una nueva variante, el independentismo catalán, que promovía la independencia de Cataluña respecto de España.
Históricamente, y hasta la consolidación del nacionalismo catalán como movimiento político, el catalanismo defendió los valores culturales de Cataluña y su autonomía respecto a España en el terreno político, pero sin definir a Cataluña como "nación", y sin guiarse por los parámetros del nacionalismo. El catalanismo era regionalista, federalista o autonomista, y aspiraba a preservar la autonomía de Cataluña y el restablecimiento de sus instituciones y, a la vez, contribuir a construir un nuevo modelo de estado español descentralizado.
Actualmente se considera que si bien todos los nacionalistas catalanes son catalanistas, no todos los catalanistas son nacionalistas catalanes. Pese a que según diversas encuestas la mayoría de catalanistas consideran que Cataluña es una nación, una parte no hacen de ello el motor de su acción política y defienden la plena integración de Cataluña en el marco de España, descartando la opción del independentismo catalán. A este ámbito se adscriben partidos como el Partit dels Socialistes de Catalunya, Iniciativa per Catalunya Verds o el Partit Socialista Unificat de Catalunya Viu, que no se reconocen como "nacionalistas" sino como "catalanistas", y aunque defienden pública y formalmente la idea de que Cataluña es una nación, defienden al mismo tiempo su pertenencia a España, ya sea bajo el marco actual del estado de las autonomías, o con la fórmula de un estado federal.

## El surgimiento del catalanismo cultural
La Renaixença es un movimiento cultural en los territorios de habla catalana que llega a su esplendor durante la segunda mitad del siglo XIX. Su nombre surgió de la voluntad de hacer renacer el catalán como lengua literaria y de cultura después de los siglos de diglosia respecto al castellano (periodo llamado genéricamente Decadència). Es paralelo a otros similares, como el Rexurdimento gallego.
Los autores más importantes de este movimiento fueron Joan Maragall, Jacinto Verdaguer y Bonaventura Carles Aribau y uno de los puntos clave de su difusión fueron los Jocs Florals. El estilo de la Renaixença es parecido al Romanticismo europeo, predominio de los sentimientos, la exaltación patriótica y los temas históricos. La lengua utilizada mezclaba cultismos y neologismos con palabras de la cultura popular.
El inicio de la Renaixença se ha situado tradicionalmente en agosto de 1833 cuando se produjo la publicación de la Oda a la Patria de Bonaventura Carles Aribau en el diario El Vapor, a la que siguieron los 27 poemas en catalán de Joaquim Rubió i Ors que publicó en el Diario de Barcelona a partir de 1839 y que fueron reunidos en el libro titulado Lo Gayter del Llobregat (1841), el seudónimo del autor, quien en la introducción exponía su programa literario, basado en el amor a «las cosas de sa patria» y en la reivindicación del idioma que «desgraciadament se pert dia a dia» y del que algunos se avergüenzan de que se les «sorprengue parlant en catalá». Rubió i Ors también decía (en catalán):

Cataluña puede aspirar todavía a la independencia; no a la política, pues pesa muy poco en comparación con el resto de las naciones, que pueden poner en el plato de la balanza, además del volumen de su historia, ejércitos de muchos miles de hombres y escuadras de cientos de navíos; pero sí a la literaria, hasta la que no se extiende la política del equilibrio.

El interés del movimiento se centró en la literatura, y dentro de ella en la poesía, por lo que se considera como uno de sus hitos la celebración de los primeros Jocs Florals en 1859 organizados por el Ayuntamiento de Barcelona —aunque tuvo un antecedente en 1841 con el certamen poético convocado por la Academia de Buenas Letras, en el que resultaron premiados un poema de Rubió i Ors sobre los almogávares y una memoria histórica de Braulio Foz sobre el compromiso de Caspe—. Los Jocs con sus tres premios ordinarios —a la fe, la patria y el amor— fomentaron los poemas de exaltación historicista y los tres discursos rituales —del presidente, el secretario y uno de los mantenedores— se convirtieron en «una cátedra de regionalismo», según se dijo tiempo después, que atraían a un público numeroso y variado. Así, «los Jocs avivaron el sentimiento de catalanidad, mientras proclamaban la españolidad de Cataluña».
Sin embargo, como denunció a principios del siglo XX el líder nacionalista catalán Enric Prat de la Riba, los que impulsaban los Jocs Florals, «lloraban los males de la lengua catalana y en su casa hablaban en castellano; enviaban a los Juegos Florales hermosas composiciones llorando trágicamente los males de Cataluña, y fuera del redil de los Juegos ya no se acordaban de Cataluña y se asociaban con sus enemigos». Proponían la huida hacia un pasado idealizado en un momento de grandes cambios económicos y sociales, ya que, a excepción del liberal progresista Víctor Balaguer —aunque su primera poesía en catalán la dedicó A la Verge de Montserrat—, la mayor parte de los integrantes de la primera Renaixença fueron afines al moderantismo. Rubió i Ors, por ejemplo, fue mucho más conocido en España por obras integristas como El libro de las niñas (1845) o Manual de elocuencia sagrada (1852) y en el discurso que pronunció ante la reina Isabel II con motivo de la apertura del curso 1861-1862 de la Universidad de Barcelona, defendió que «las universidades, manteniéndose católicas, sean en España las encargadas de impedir que el error se derrame por nuestro suelo». También fue muy conservador y clerical, Antoni Bofarull, autor del primer folletín en catalán L'orfeneta de Menargues o Catalunya agonisant (1862).

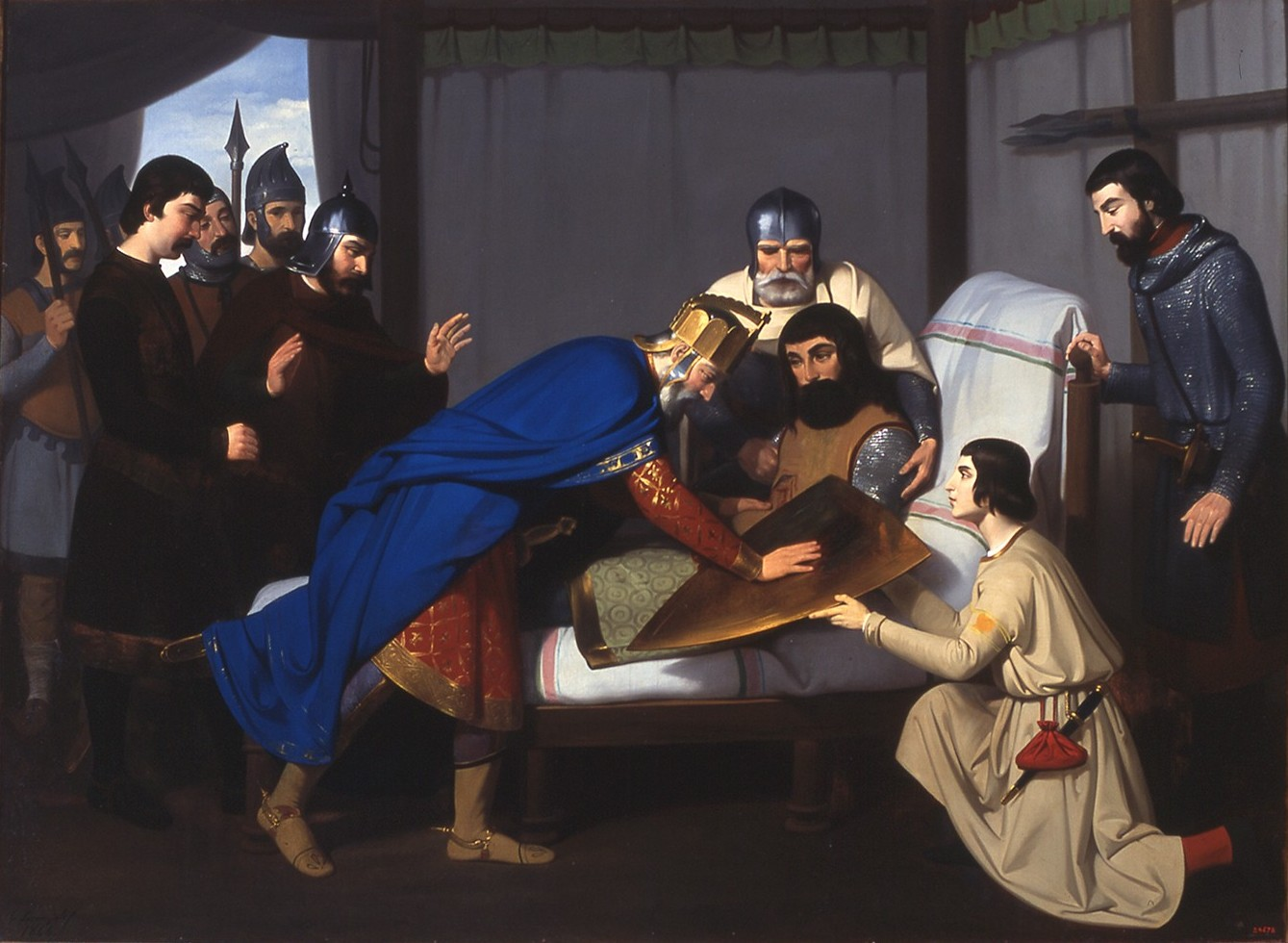
Cuadro histórico de Claudio Lorenzale (1843-1844) que representa la leyenda de las cuatro barras de sangre del escudo del condado de Barcelona.

Al mismo tiempo se produjo el resurgimiento de la historiografía catalana, que arranca en 1836 con la publicación de las Memorias para ayudar a formar un diccionario crítico de escritores catalanes, de Félix Torres Amat —«la primera historia indirecta de la literatura catalana»— y Los condes de Barcelona vindicados, de Próspero de Bofarull y Mascaró —«una historia a la vez crítica y laudatoria de los primeros condes-reyes»—, a las que siguieron tres años después Recuerdos y bellezas de España de Pau Piferrer, que en palabras de su autor relata con pasión «las felices épocas de los Raimundos y los Jaimes» y elogia a todos los que fueron «el sostén de las libertades de su patria, que nunca consintieron que fuesen holladas por mano de Rey», por lo que esta obra es considerada como la primera «en dibujar las grandes líneas de la historia nacional de Cataluña», en palabras de Josep Fontana, quien además señala que en ella se esboza «el cuadro esencial de los hechos que hoy conmemoramos como los hitos de la nacionalidad, incluyendo el 11 de septiembre».
Entre los continuadores de estas obras pioneras destacaron Víctor Balaguer, con Bellezas de la historia de Cataluña (1853) e Historia de Cataluña y de la corona de Aragón (1860) —cuyo propósito según el autor era reivindicar para España «un único, sí, unido, pero confederado», y Antoni Bofarull, quien además de editar las grandes crónicas medievales catalanas inició en 1876 la Historia crítica (civil y eclesiástica) de Cataluña. El historiador Jaume Vicens Vives señaló en el siglo siguiente que la obra de Balaguer proporcionaba argumentos a los poetas patrióticos y la de Bofarull a los juristas y a los políticos.
Los conceptos de lengua y patria quedan equiparados por Herder en el romanticismo alemán. La Renaixença se consolida en el entorno de una burguesía culta que encuentra en el romanticismo un interés por el propio pasado. Se reivindica un pasado glorioso durante la formación de las diferentes naciones europeas, en la Edad Media. En el transcurso del movimiento que conocemos como Renaixença, se utiliza poco este término ante Renacimiento, refiriéndose a la lengua, a la literatura y a la patria. La primera vez que hay constancia del uso del término es cuando Pere de Rosselló realiza un discurso como secretario de los Juegos Florales de 1869. El 1871, se fundó la revista quincenal La Renaixença, pero en sus artículos se continúa empleando la palabra Renacimiento para referirse a la patria y a las letras catalanas.
La Renaixença es el periodo literario que va desde el final de la Decadencia hasta el Modernismo, enmarcado por un movimiento cultural y de concienciación nacionalista más amplio (alcanza todas las manifestaciones culturales), surgido dentro de la burguesía a raíz de las transformaciones provocadas por la Revolución Industrial. Así, la Renaixença se identifica claramente con el redreçament cultural catalán y, sobre todo, con la recuperación de su lengua.

Intento de recuperar —y definir— una conciencia nacional catalana y, a la vez, de adaptar alguna de las corrientes más vivas de la cultura europea. El intento se realiza en todos los campos de creación y pone en juego ideologías a menudo opuestas
Joaquim Molas

### Etapas
La lengua catalana nunca había perdido su uso social, pero dos factores podían amenazar la continuidad del catalán como lengua vehicular. El primero fue el abandono de las clases altas de la lengua catalana como lengua para la cultura, hacía más de un siglo que no era una lengua oficial. El segundo la inminente voluntad estatal de universalizar la alfabetización. 
Los periodos que siguen a continuación reflejan la realidad del principado. En Valencia el fenómeno de la Renaixença es más disipado por carencia de una burguesía que lo sustente. En las islas hay que destacar la figura de Marià Aguiló.
Los conceptos de lengua y patria quedan equiparados por Herder en el romanticismo alemán. La Renaixença se consolidó en torno a la burguesía culta que encontró en el Romanticismo un interés por el pasado propio. Se reivindicaba un pasado glorioso durante la formación de las diferentes naciones europeas, en la Edad Media.
La diglosia (1833 - 1859)
La lengua catalana dispone de manifestaciones de carácter popular como obras de teatro, goigs y coloquios, pero la burguesía adoptó la costumbre aristocrática de escribir en castellano. La mayoría de la literatura es de tema catalán pero escrita en castellano. El hecho de que todavía se dictaban leyes o normativas escolares en contra del uso de la lengua catalana nos indica su persistencia en el uso cotidiano.
- 1833 Publicación del poema Oda a la Patria de Bonaventura Carles Aribau

El prestigio de la lengua catalana (1877 - 1892)
Se introducen las teorías naturalistas y realistas que afectan sobre todo al teatro y la narrativa, como también a la prosa. Aparece el narrador más importante: Narcís Oller. Verdaguer i Guimerà se consolidan como autores.
- 1879 Aparece el Diari Català
- 1889 Valentí Almirall publica Lo catalanisme
- 1892 La Unió Catalanista presenta las Bases de Manresa

## El surgimiento del catalanismo político

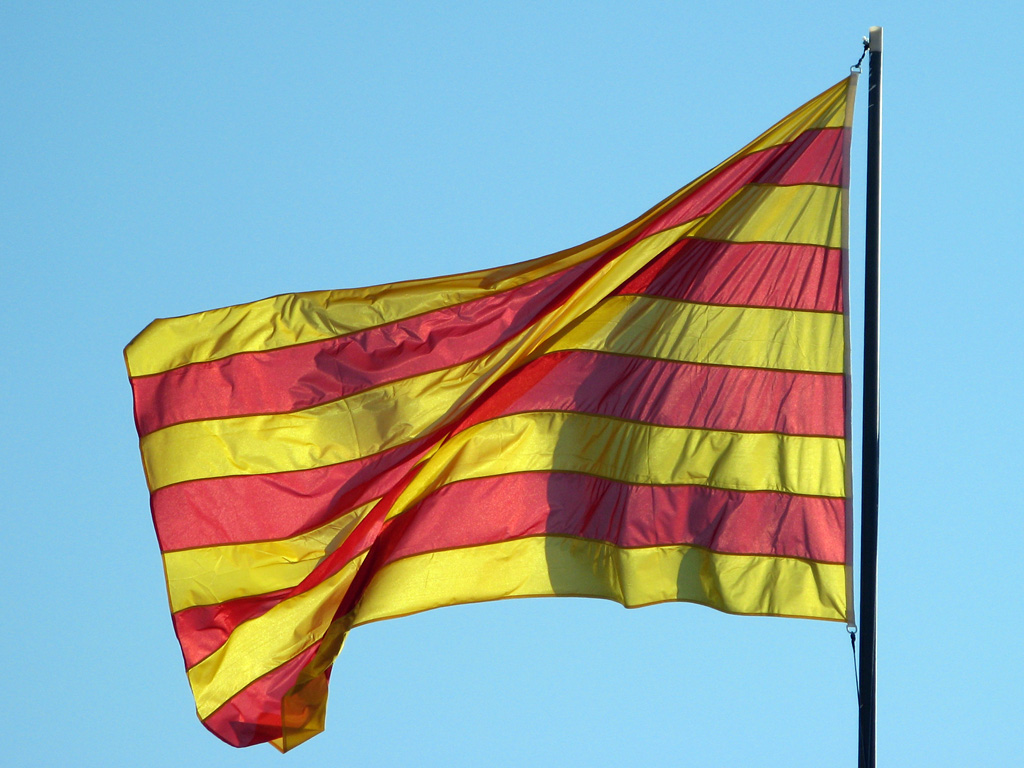
Bandera catalana.

La historia del catalanismo político o del nacionalismo catalán comienza en los primeros años de la Restauración borbónica en España tras el fracaso de la experiencia federal de la Primera República, aunque los orígenes del catalanismo político se remontan a la primera mitad del siglo XIX con el crecimiento de la oposición al modelo centralista del Estado liberal y con el desarrollo del movimiento de la Renaixença. 
Su afirmación como alternativa política tiene lugar en el contexto de la conmoción provocada por el «desastre del 98» en el que el protagonismo corresponde al nacionalismo conservador representado por la Lliga Regionalista. Su irrupción en la escena política española se produce en 1907 con motivo del resonante triunfo electoral de las candidaturas de Solidaridad Catalana, coalición formada como rechazo a la Ley de Jurisdicciones y a la impunidad en que quedaron los militares responsables de los Hechos del ¡Cu-Cut!. El primer fruto de la presión catalanista sobre los gobiernos del turno fue la creación en 1914 de la Mancomunidad de Cataluña, presidida por Enric Prat de la Riba pero la campaña autonomista catalana de 1918-1919 no consiguió su objetivo. 
La Dictadura de Primo de Rivera (1923-1930) aplicó una dura política anticatalanista que paradójicamente provocó el efecto contrario del que perseguía. En septiembre de 1932 las Cortes de la Segunda República Española aprobaban el tan ansiado Estatuto de Autonomía, que estuvo vigente hasta la ocupación de Cataluña por las tropas franquistas al final de la guerra civil española. Durante la Dictadura del general Franco el catalanismo y todos los signos diferenciales, incluido el uso del catalán, fueron reprimidos durante los primeros años, a pesar de lo cual, se desarrolló durante la dictadura una importante producción cultural en catalán. Desde 1944 se hizo obligatorio por ley que las universidades con Filología románica incluyeran la asignatura de Filología catalana. En 1945 el académico soriano V. García de Diego escribió la primera gramática histórica catalana, no publicada por desidia del editor barcelonés, y en 1951 y 1952 se publicaron dos gramáticas históricas por autores catalanes. En ese mismo año, 1945, con apoyo y subvención del Gobierno, se celebra el centenario de Mossén Cinto Verdaguer. En 1947 se resuelve el premio Joan Martorell para novela en catalán: recae en Celia Suñol, por su novela Primera Part, y El cel no és transparent, de María Aurelia de Campmany. En esas fechas se crea el premio Ciudad de Barcelona. El poeta Salvador Espriu empieza a publicar en ese idioma en 1946. En la visita de Franco a Cataluña de 1952, en el mes de junio, se inaugura la cátedra Milà i Fontanals para el estudio científico de la lengua catalana. En 1956, le fue atribuido el premio Lletra d'or, que posteriormente se atribuiria de forma anual y sería ganado por algunos de los más grandes autores de las letras catalanas (Carner, Josep Pla, Ramon d’Abadal, Josep Vicenç Foix, Joan Oliver, Joan Fuster, Gabriel Ferrater, Xavier Rubert de Ventós, etc. Josep de Segarra estrenaba regularmente sus obras en catalán, títulos cómo L’hostal de la Glòria (1945), El prestigi dels morts (1946), La fortuna de Sílvia (1947), Ocells i llops (1948), Galatea (1948), L’hereu i la forastera (1949), Les vinyes del Priorat (1950), L’alcova vermella (1952), L’amor viu a dispesa (1952), La ferida lluminosa (1954), La paraula de foc (1955) etc. La ferida lluminosa le valió el Premio Nacional de Teatro de 1955, escrita en catalán y fue adaptada al cine al año siguiente. Franco le concedió la Gran Orden de Alfonso X el sabio en 1960.
Estos desarrollos no son de extrañar, considerando la gran complicidad entre una parte de los nacionalistas catalanes y el régimen de Franco, cuyo golpe de Estado financió Francesc Cambó, que además ejerció de espía en la zona norte para el ejército rebelde.  En la edición del 30 de marzo de 1969 (en pleno franquismo) del diario barcelonés La Vanguardia, se publica una noticia sobre una sentencia del Tribunal Supremo por la que se condenaba al periodista Nestor Luján, director del semanario Destino, a una pena de ocho meses de prisión y 10 000 pesetas de multa por haber publicado en la sección ‘Cartas al director’ de su número 1.577, correspondiente al 28 de octubre de 1967, la misiva de un lector titulada «El catalán se acaba». La sentencia del Supremo, que confirmaba en apelación una anterior del Tribunal de Orden Público, consideró probado que en dicha carta «se vertían conceptos de tipo ofensivo para la lengua catalana, cuyo libre uso particular y social se respeta y garantiza, lo que marcaba los límites de la supuesta represión de la engua catalana. En los últimos años el catalanismo aumentó su popularidad, en gran parte gracias a ocultar la producción artística en catalán y falsar la historia hasta convertirla en la de unos artistas duramente reprimida por un régimen anticatalanista, con mucho éxito, como se demostró durante la transición democrática en la que el lema de la Asamblea de Cataluña, Llibertat, Amnistia, Estatut d'Autonomía logró un amplio respaldo popular. 
En 1979 se aprobaba el nuevo Estatuto de Autonomía y al año siguiente se celebraban las primeras elecciones al Parlamento de Cataluña, que fueron ganadas por la coalición Convergència i Unió encabezada por Jordi Pujol, que ostentaría la presidencia de la Generalidad de Cataluña durante los veintitrés años siguientes. Las elecciones de 2003 abrieron una nueva etapa con la formación del gobierno tripartito presidido por Pasqual Maragall, del Partit dels Socialistes de Catalunya, y cuyo objetivo principal era la reforma del Estatuto. En 2006 las Cortes aprobaban el nuevo estatuto con importantes recortes sobre el proyecto inicial aprobado el año anterior por el Parlament, lo que llevó a Esquerra Republicana de Cataluña, uno de los socios del tripartit, a propugnar el 'NO' en el referéndum que lo ratificó. En junio de 2010 se conoció la sentencia del Tribunal Constitucional que significó un duro golpe para las aspiraciones del nacionalismo catalán. Como rechazo a la misma se produjo un incremento espectacular del independentismo catalán que llevó al gobierno de la Generalidad presidida por Artur Mas, líder de CiU tras la retirada de Jordi Pujol, a aprobar la celebración de una «consulta» sobre el «derecho a decidir» prevista para el 9 de noviembre de 2014.

## Los orígenes del catalanismo político (1808-1875)

### La doble identidad catalana y española y la oposición al modelo centralista y uniformista del Estado Liberal

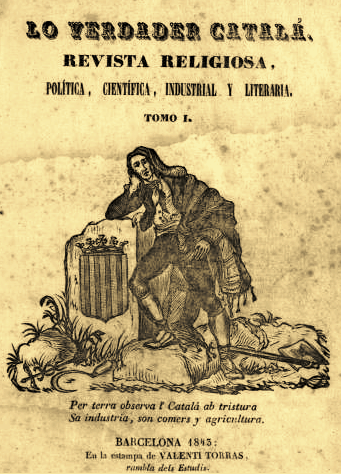
Primera página del primer número de Lo verdader catalá, el primer periódico escrito íntegramente en catalán. El grabado en el que aparece un catalán vestido con el traje tradicional junto a las cuatro barras está acompañado del siguiente pie en catalán: Por tierra observa el catalán con amargura/su industria, su comercio y agricultura.

En Cataluña comienza a fraguarse un «sentimiento de identidad española» durante la guerra antinapoleónica, cuando los catalanes «por primera vez compartieron con los otros españoles un enemigo común». Sin embargo, se mantuvo la «férrea oposición a cualquier tentativa de identificación con Castilla en lengua y leyes», ya que a lo largo del siglo XVIII se había mantenido la reivindicación de las instituciones y leyes propias del Principado de Cataluña abolidas por el decreto de Nueva Planta de Cataluña de 1714, así como el uso de la lengua propia, incluso en ciertos niveles administrativos y académicos, como lo prueba la reiteración de decretos exigiendo el uso exclusivo del castellano.
En el opúsculo propagandístico Centinela contra franceses publicado poco después de la batalla de Bailén de julio de 1808, el barcelonés Antonio de Capmany, que luego sería diputado en las Cortes de Cádiz, alababa la existencia en España de una diversidad de la que adolecía Francia, donde «no hay provincias ni naciones», y que había servido para resistir al invasor napoleónico, aunque consideraba el catalán «idioma antiguo provincial muerto para la república de las letras»:

¿Qué sería ya de los Españoles si no hubiese habido Aragoneses, Valencianos, Murcianos, Andaluces, Asturianos, Gallegos, Extremeños, Catalanes, Castellanos, etc.? Cada uno de esos nombres inflama y envanece, y de esas pequeñas naciones se compone la masa de la gran Nación, que no conocía nuestro conquistador.

Durante el complejo proceso de construcción del Estado liberal en España sus partidarios en Cataluña se preocuparon en destacar la continuidad de las antiguas libertades catalanas con el nuevo régimen constitucional, para de esa forma «favorecer la plena integración de Cataluña a la España liberal», pero también para «consolidar el sentimiento de catalanidad».
A raíz de la convocatoria de las Cortes de Cádiz, la Junta Superior del Principado de Cataluña formada en 1808 tras el rechazo a las abdicaciones de Bayona, redactó una «Exposición de las principales ideas que... cree conveniente manifestar a los señores Diputados de la Provincia que en representación de la misma pasan al Congreso de las próximas Cortes» en la que se decía:

Que aunque desde luego deben reconocerse las ventajas políticas que resultarían de uniformar la Legislación y los derechos de todas las Provincias de la Monarquía para que no quede esta después de la actual crisis hecha un cuerpo compuesto de partes eterogéneas; con todo quando no pensase así la pluralidad, o quando insuperables obstáculos se opusiesen a la realización de esta medida saludable, en tal caso debe Cataluña no solo conservar sus fueros y privilegios, sino recobrar los privilegios de que disfrutó Cataluña en el tiempo que ocupó el trono español la augusta Casa de Austria.

En 1820, al principio del Trienio Liberal, la Diputación Provincial de Cataluña se declaraba sucesora del «espíritu que animaba a nuestros mayores» para «mantener su libertad civil», pues «la historia nos recuerda… su sabio gobierno, su representación por medio de sus Diputados, su adhesión a las leyes establecidas por sí mismos». También se establecieron paralelismos entre la Constitución de 1812 y la antigua legislación catalana pues ambas, como dijo el diputado Vila en noviembre de 1836, habían sido arrebatadas por una «fuerza extranjera», en las dos ocasiones francesa, la primera en 1714 y la segunda en 1823.

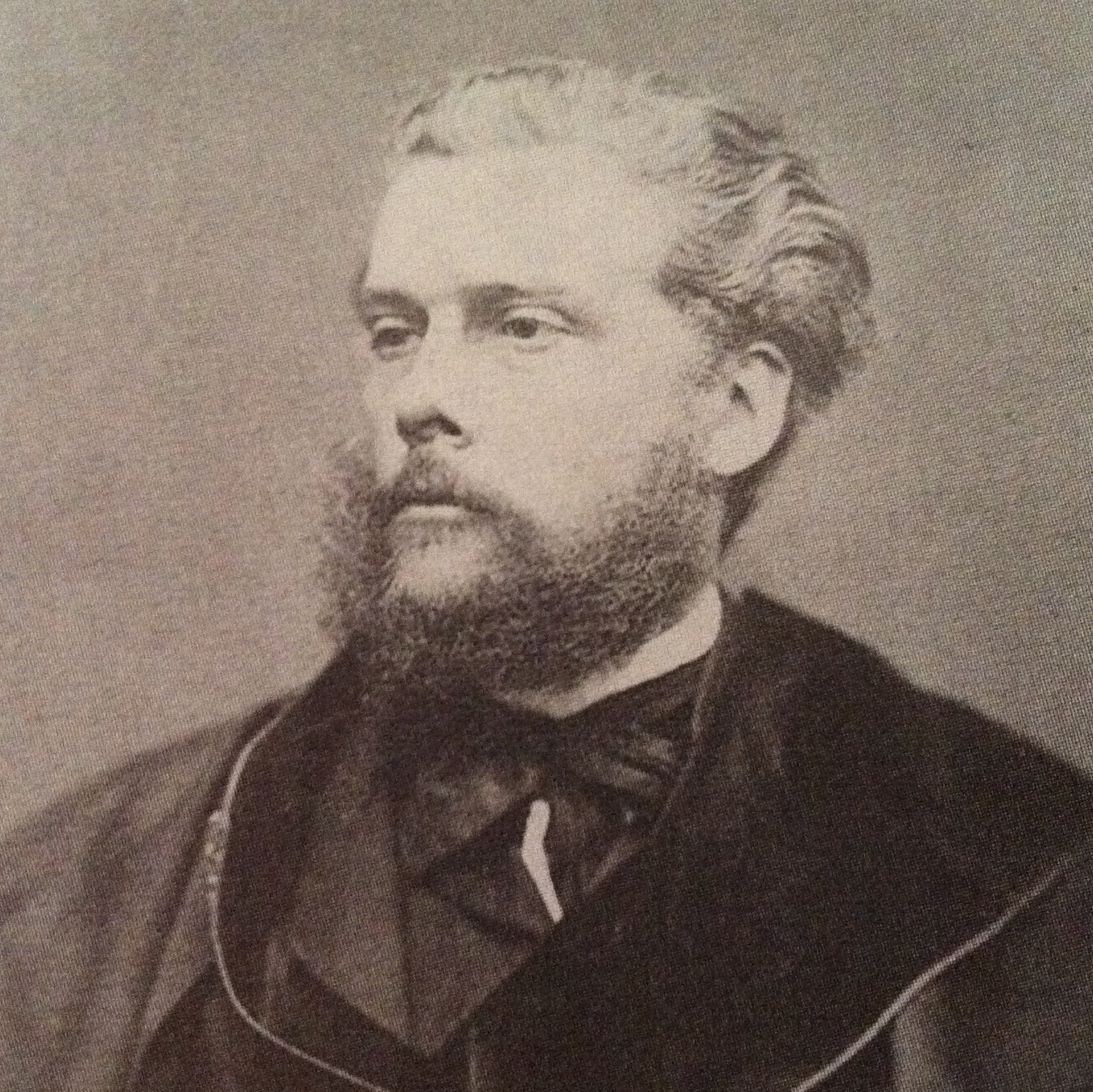
Víctor Balaguer, uno de los escritores principales de la Renaixença, impulsor del periódico La Corona de Aragón.

La consecuencia de todo ello fue la formación de una doble identidad catalana y española, un doble patriotismo que se podría resumir en la frase «España es la nación, Cataluña es la patria». Esta dualidad de sentimientos se manifestaba por ejemplo en la primera revista escrita en catalán, Lo verdader catalá (1843), que preconizaba el mantenimiento de la personalidad catalana junto con la unidad material y espiritual de España. Y al mismo tiempo se criticaba el modelo centralista de Estado que estaba construyendo el Partido Moderado, en el poder durante la mayor parte del reinado de Isabel II. El liberal progresista Tomás Bertran i Soler llegó a proponer que el gobierno de Isabel II otorgara «al pueblo catalán su antigua constitución», «conforme hizo con los vascos».
En 1851 J.B. Guardiola defendió la descentralización como mejor garantía de la unidad de España, pues ésta constituía no «una sola nación, sino un conjunto de naciones». Tres años después tras el triunfo de la Vicalvarada, nacía el periódico impulsado por Víctor Balaguer La Corona de Aragón en el que se reivindicaba también la descentralización y cuyo título, según un editorial, era «el guante que arrojamos a los déspotas y a los tiranos que, ya sea desde un trono ya desde una silla ministerial, pretenden esclavizarnos». Para el periódico, que llegó a ser acusado de ser una «bandera de independencia», se defendía que «España es un conjunto de varios reinos» por la raza, la lengua y la historia. En 1855 J. Illas Vidal se lamentaba en su opúsculo Cataluña en España de «que las que fueron dos nacionalidades distintas, no hayan sido unidas por el tiempo y la justicia», una queja que compartía J. Mañé y Flaquer, «el más influyente ideólogo de la burguesía catalana conservadora», cuando destacaba la ausencia de «aquella comunidad de sentimientos y aspiraciones que debieran alentar pueblos hermanos», y que atribuía al uniformismo castellanizador de los Gobiernos isabelinos. En 1860 varios diputados catalanes de la Unión Liberal encabezados por Manuel Duran y Bas presentaron en las Cortes una propuesta de descentralización de España, atendiendo a la «aspiración universal y legítima del país», pero no fue apoyada por el gobierno de Leopoldo O'Donnell y fue rechazada. Ese mismo año se publicaba el libro de Joan Cortada Cataluña y los catalanes, en el que se diferenciaba a los catalanes de «los demás españoles», pero a los que consideraba «como hermanos» por lo que proponía la construcción de una España sólida y cohesionada. También se constataba la existencia de un sector de catalanes que «con exagerado celo patriótico pretenden renovar épocas y administraciones antiguas en consonancia con el espíritu altamente libre de los habitantes del principado». También en 1860 Antoni de Bofarrull escribía:

España, como he defendido en otras ocasiones, no es una nación, y sí un conjunto de nacionalidades, cada una de las cuales tiene su historia y gloria particular, que las demás no conocen, originándose de esta ignorancia que solo prepondere y se tenga por buena y capaz la que ha tenido medios para absorber toda la importancia.

## El nacimiento del catalanismo político (1875-1905)

### Valentí Almirall y elCentre Català

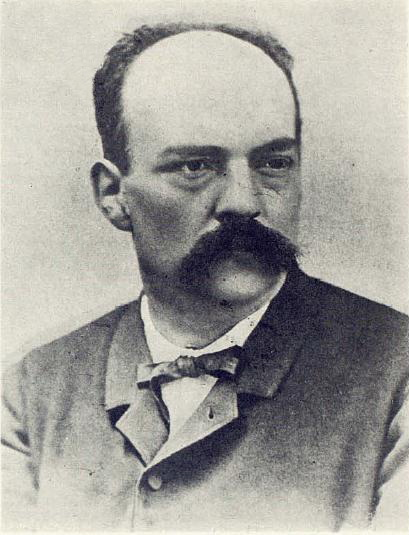
Valentí Almirall, considerado como el fundador del catalanismo político.

Con la Restauración borbónica de 1875 y la limitación de las libertades que trajo consigo en los primeros años, el incipiente catalanismo tuvo que replegarse. Así por ejemplo la revista La Renaixença a pesar de que se centró exclusivamente en los temas culturales, sufrió diversas suspensiones, aunque en 1881 se convertiría en diario bajo la dirección de Pere Aldavert y ocasionalmente de Àngel Guimerà. Otros grupos catalanistas adoptaron la apariencia de agrupaciones culturales como la Asociación Catalanista de Excursiones Científicas fundada en 1876 y más conocida por su nombre abreviado de la Catalanista. Publicó revistas, anuarios y libros en catalán y organizó conferencias y seminarios en la misma lengua, cuyos objetivos eran, como dijo un contemporáneo, «el esplendor y la gloria de Cataluña».
Tras el fracaso de la Primera República, un sector del republicanismo federal encabezado por Valentí Almirall, dio un giro catalanista y rompió con el grueso del Partido Federal, que dirigía Pi y Margall. En 1879 Almirall fundó el Diari Català, que aunque tuvo una breve vida —cerró en 1881— fue el primer diario escrito íntegramente en catalán. Al año siguiente convocaba el Primer Congreso Catalanista del que surgiría en 1882 el Centre Català, la primera entidad catalanista claramente reivindicativa, aunque no se planteó como partido político sino como una organización de difusión del catalanismo y de presión sobre el gobierno.
En 1885 se presentó al rey Alfonso XII un Memorial de greuges, en el que se denunciaban los tratados comerciales que se iban a firmar y las propuestas unificadoras del Código Civil, y en cuya redacción intervino Valentí Almirall. En la conclusión del documento se decía:

¿Cómo salir de tal estado? Solo hay un camino justo y conveniente a un tiempo. El que se desprende de todas las páginas de esta Memoria: abandonar la vía de la absorción y entrar de lleno en la de la verdadera libertad. Dejar de aspirar a la uniformidad para procurar la armonía de la igualdad con la variedad, o sea la perfecta Unión entre las varias regiones españolas [...]
 Cuando existen en el país grupos o razas de distinto carácter, cuya variedad casualmente se demuestra en la existencia de legislaciones distintas y aún diversas, la unifiación, lejos de ser útil, es perjudicial a la misión civilizadora del Estado.

Al año siguiente se organizó una campaña contra el convenio comercial que se estaba negociando con Gran Bretaña —y que culminó en el mitin del teatro Novedades de Barcelona que reunió a más de cuatro mil asistentes— y en 1888 otra en defensa del derecho civil catalán, campaña que alcanzó su objetivo —«la primera victoria del catalanismo», la llamó un cronista—.

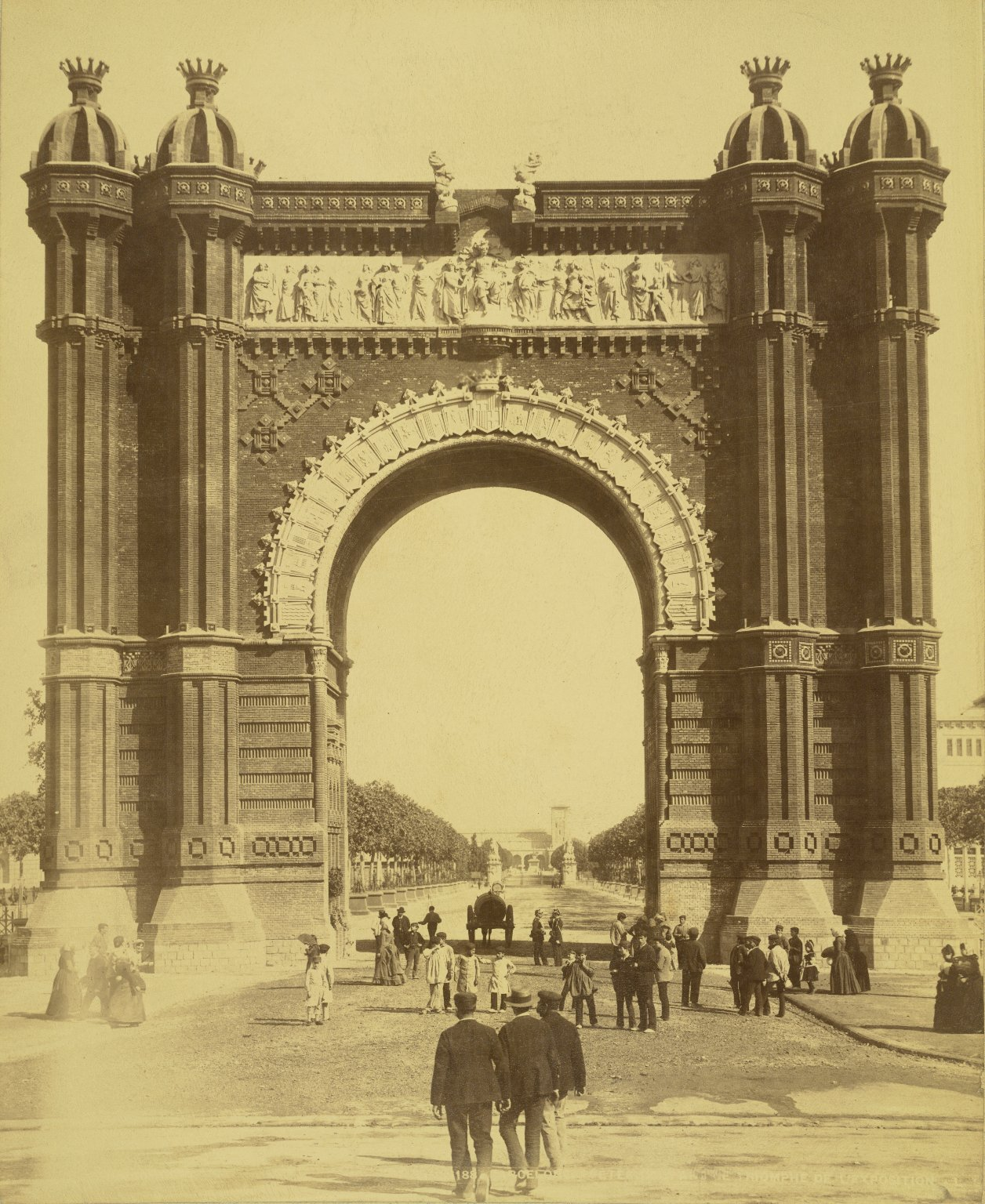
Arco de Triunfo de Barcelona construido para la Exposición Universal de Barcelona (1888), evento fue apoyado por las entidades y personalidades catalanistas, excepto Valentí Almirall que se quedó solo en su oposición al mismo.

En 1886, Almirall publicó su obra fundamental Lo catalanisme, en el que defendía el «particularismo» catalán y la necesidad de reconocer «las personalidades de las diferentes regiones en que la historia, la geografía y el carácter de los habitantes han dividido la península». Este libro constituyó la primera formulación coherente y amplia del «regionalismo» catalán y tuvo un notable impacto —décadas después Almirall fue considerado como el fundador del catalanismo político—. Según Almirall, «el Estado lo integraban dos comunidades básicas: la catalana (positivista, analítica, igualitaria y democrática) y la castellana (idealista, abstracta, generalizadora y dominadora), por lo que «la única posibilidad de democratizar y modernizar España era ceder la división política del centro anquilosado a la periferia más desarrollada para vertebrar "una confederación o estado compuesto", o una estructura dual similar a la del Austria-Hungría». Almirall ponía como modelo Suiza, con un poder federal débil y colegiado (y que había analizado en su Estudio político comparativo de la Confederación suiza y la Unión Americana). El mismo año de Lo catalanisme Almirall publicó un polémico ensayo en francés titulado Espagne telle qu'elle est, en el que volvía a defender la tesis de que los males de España procedían de la imposición por parte de le groupe castillan ou central-méridional de su sistema político autoritario, frente al sistema pactista del grupo catalano-aragonés.
Las propuestas de Almirall fueron airadamente contestadas por Gaspar Núñez de Arce, entonces presidente del Ateneo de Madrid y que había sido gobernador civil de Barcelona durante el Sexenio. Núñez de Arce afirmó que lo que pretendía Almirall era el «aniquilamiento de nuestra gloriosa España» susituida por «inverosímiles organismos soberanos... hasta con diferentes lenguas», añadiendo que los catalanes debían usar «en sus relaciones con los demás pueblos otro idioma más generalizado que el suyo, muy digno, sin duda,... pero que no tiene la fijeza indispensable, ni la extensión necesaria, ni la potencia bastante para pretender la universalidad de las lenguas dominadoras». Almirall le respondió que no pretendía romper España sino que lo que propugnaba era que se dejara de identificarla con Castilla y sobre la lengua dijo que utilizaba el castellano «con repugnancia, por la razón de que nos es impuesta». En la polémica intervino el catalanista conservador Joan Mañé i Flaquer quien escribió en el Diario de Barcelona:

¿Nos consideran Vds. como hermanos? Trátennos Vds. como hermanos, bajo pie de igualdad, y no pretendan imponernos su derecho y su idioma, ya que nosotros no pretendemos imponerles los nuestros. ¿Nos consideran Vds. como país conquistado y con derecho a imponernos por el número, que es la fuerza, su voluntad? En este caso no exijan de nosotros correspondencia fraternal.

Por otro lado durante estos años comenzó la difusión de los símbolos del catalanismo, la mayoría de los cuales no tuvieron que ser inventados, sino que ya existían previamente a su nacionalización: la bandera —les quatre barres de sang, 1880—, el himno —Els Segadors, 1882—, el día de la patria —l'11 de setembre, 1886—, la danza nacional —la sardana, 1892—, los dos patronos de Cataluña —Sant Jordi, 1885, y la Virgen de Montserrat, 1881—. En esta época también se extendieron los castells hasta entonces sólo conocidos en el Camp de Tarragona, considerados junto con la sardana y el ball de bastons como la demostración de la «enérgica vitalidad y el carácter profundamente original de la raza catalana». Asimismo en estos años se adoptó la costumbre castellana de llamarse con los dos apellidos unidos por una "i".

### La Lliga de Cataluña, la Unió Catalanista y las Bases de Manresa (1887-1892)
En 1887 el Centre Català vivió una aguda crisis producto de la ruptura entre las dos corrientes que lo integraban, una más izquierdista y federalista encabezada por Almirall, y otra más catalanista y conservadora aglutinada en torno al diario La Renaixença. Esta última corriente había producido una obra importante publicada en 1878 con el título Los Fueros de Cataluña cuyos autores eran Josep Coroleu y Josep Pella i Forgas. Tras una declaración en la que se dice que «de la espléndida variedad con que a la Providencia le plugo dotar a Cataluña ha brotado el genio característico de sus hijos» —«su fiera libertad, su sentido práctico»—, se explican las antiguas leyes que rigieron en el Principado de Cataluña organizadas en artículos, como si se tratara de una Constitución, acompañados de largas digresiones. En el artículo primero se dice: «La nación catalana es la reunión de los pueblos que hablan el idioma catalán. Su territorio comprende: Cataluña, con los condados de Rosellón y Cerdaña; el Reino de Valencia; el Reino de Mallorca». El carácter conservador de la obra se pone en evidencia, por ejemplo, en el artículo 51 que establece que «solo tienen derecho de nombrar y ser nombrados los ciudadanos cabezas de familia» para el brazo popular, ya que las Cortes tendrán carácter estamental, o en el artículo 39 que dice: «Siendo la religión de los catalanes la católica, apostólica y romana, no le es lícito a ningún laico discutir pública ni privadamente acerca de sus dogmas». Además se reclama que el servicio militar se realice en Cataluña y que «solo los catalanes nacidos en el Principado y no los naturalizados por privilegio que se hallen en el pleno goce de la ciudadanía podrán obtener beneficios y oficios eclesiásticos en Cataluña y ejercer jurisdicción, oficio público, empleo o mando militar en Cataluña y reino de Mallorca». Tras negar la legitimidad a los procesos constituyentes españoles iniciados en las Cortes de Cádiz, Coroleu y Pella concluyen que España debe reparar «los derechos imprescriptibles de sus pueblos» oprimidos por «el despotismo de las dinastías estrangeras [sic]» y el «jacobinismo de infames políticos».

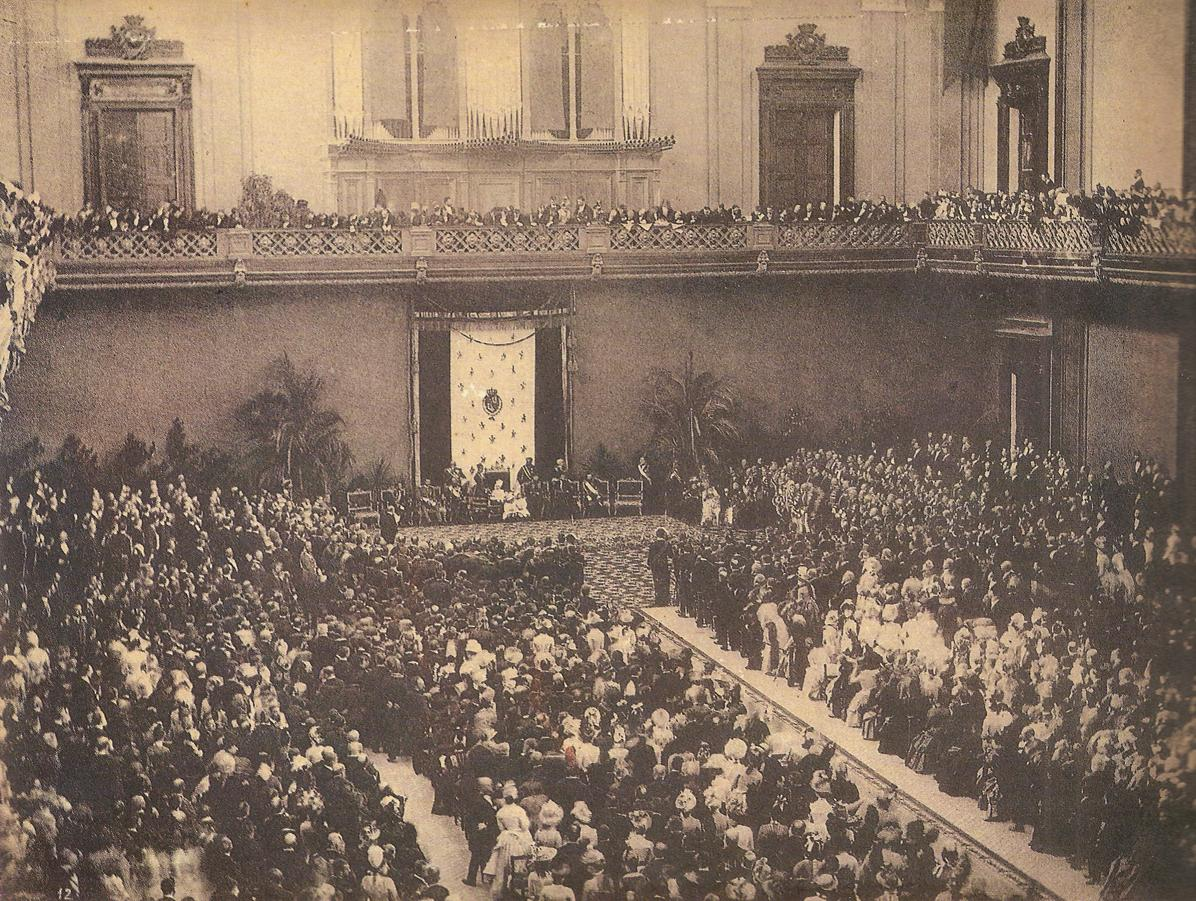
Acto de inauguración de la Exposición Universal de Barcelona (1888), el 20 de mayo de 1888.

Los integrantes de la corriente conservadora abandonaron el Centre Catalá en noviembre de 1887 para fundar la Lliga de Catalunya, a la que se unió el Centre Escolar Catalanista, una asociación de estudiantes universitarios de la que formaban parte los futuros dirigentes del nacionalismo catalán: Enric Prat de la Riba, Francesc Cambó y Josep Puig i Cadafalch. A partir de ese momento la hegemonía catalanista pasó del Centre Català a la Lliga que en el transcurso de los Jocs Florals de 1888, y aprovechando la presencia en Cataluña de María Cristina de Habsburgo-Lorena para inaugurar la Exposición Universal de Barcelona (1888), presentaron el Mensaje a la Reina Regente (Missatge a la Reina Regent), en el que entre otras cosas le pedían «que vuelva a poseer la nación catalana sus Cortes generales libres e independientes», el servicio militar voluntario, «la lengua catalana oficial en Cataluña», enseñanza en catalán, tribunal supremo catalán y que el rey jurara «en Cataluña sus constituciones fundamentales». Un programa político que iba más allá del modelo austro-húngaro defendido en el Memorial de Greuges de tres años antes, ya que se demandaba la formación de una confederación sin más lazo entre sus miembros que el de la Corona.
Entre los propagandistas del catalanismo conservador y católico destacaron Francisco Masferrer —colaborador de La España Regional—, Joan Mañé i Flaquer, y los sacerdotes Jaume Collell y Josep Torras i Bages. Este último, que llegó a ser obispo de Vich, escribió en 1892 La Tradició Catalana, la obra más importante de esta corriente, concebida como una respuesta a Lo Catalanisme de Almirall y en la que propuso tomar como ejemplo de convivencia la época medieval, otorgando así un protagonismo especial a la Iglesia Católica, pues «Cataluña es Cataluña tal como Dios la hizo, y no de otra manera». Torras i Bages ataca el «uniformismo nacido en Francia» y a la «superficial e insubstancial Enciclopedia», así como a la masonería, que «no és ni siquiera humana», al Estado liberal, hijo del «lujurioso concubinage del principio revolucionario con la desenfrenada ambición de apoderarse absolutamente del gobierno del país», al sistema parlamentario, «artificioso y de gran vanidad», y a las elecciones, que se basan «en la materialidad del número de votos». El regionalismo es lo contrario a este liberalismo impío y por eso la Iglesia, «que es eterna» como las naciones, está de su parte. Así el catalanismo tiene que ser cristiano porque si Jesucristo fue «el Orfeo de la nación catalana, pues Él mismo ha de ser el restaurador» y el catalán debe seguir usándose para predicar y orar, y sobre todo para enseñar el catecismo a los niños, porque hacerlo en castellano «es una costumbre destestable, perniciosísima y destructiva de la fe».
Por su parte el canónigo de Vich Jaume Collell, el principal representante del llamado vigatanismo (el regionalismo catalán más conservador y católico), fue el autor del poema Sagramental que ganó los Jocs Florals de 1888 y que fue leído ante la reina-regente María Cristina de Habsburgo-Lorena, en el que después de proclamar que «pueblo que merece ser libre/si no se lo dan, lo toma», terminaba con un ambiguo «Viva libre Cataluña/dentro del reino español».

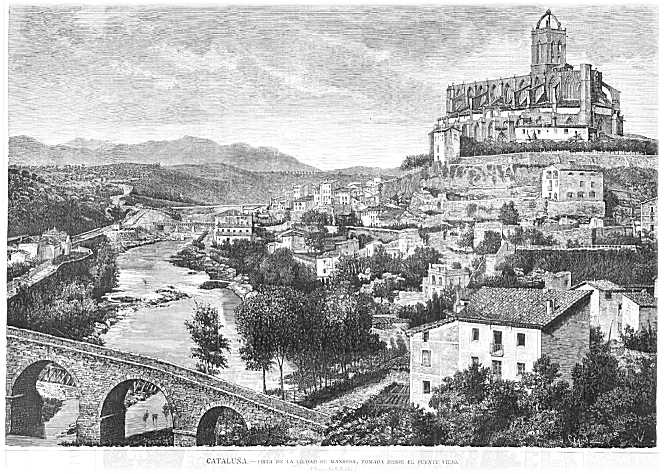
Manresa en 1881.

La hegemonía del sector conservador supuso también un cambio conceptual en el catalanismo pues se pasó del España es la nación, Cataluña es la patria a España es el Estado, Cataluña es la nación. Uno de los primeros en negar a España el carácter de nación y hablar de Estado español fue Lluís Duran Ventosa, hijo de Manuel Durán y Bas, al igual que Sebastià Farnés que escribió «Espanya no és una nació en la verdadera accepció de la paraula, sinó un Estat format per diferents nacions» ('España no es una nación en la verdadera accepción de la palabra, sino un Estado formado por diferentes naciones'). Enric Prat de la Riba consideraba a España una mera «indicación geográfica».
En 1891 la Lliga de Catalunya propuso la formación de la Unió Catalanista que enseguida obtuvo el apoyo de entidades y periódicos catalanistas, y también de particulares —a diferencia de lo que había ocurrido cuatro antes con el fracasado Gran Consell Regional Català propuesto por Bernat Torroja, presidente de la Associació Catalanista de Reus, y que pretendía reunir a los presidentes de las entidades catalanistas y los directores de los periódicos afines—. La Unió celebró en marzo de 1892 su primera asamblea en Manresa, a la que asistieron 250 delegados en representación de unas 160 localidades, donde se aprobaron las Bases per a la Constitució Regional Catalana, más conocidas como las Bases de Manresa, que se suelen considerar como el «acta de nacimiento del catalanismo político», al menos el de raíz conservadora. Según Jaume Claret y Manuel Santirso, las Bases se alejaban tanto del proyecto federalista como del posibilismo del Memorial de Greuges de 1885 para propugnar la vuelta a la Cataluña anterior a 1714, como se puede apreciar especialmente en la Base 2.ª que preserva la antigua legislación catalana; la Base 3.ª que establece que la llengua catalana serà la única que, ab [con] caràcter oficial, podrà usar-se a Catalunya i en les relacions d'aquesta regió ab [con] lo Poder central; la Base 4.ª que reserva a los naturales de Cataluña los cargos públicos; o la Base 7.ª que establece unas Cortes anuales elegidas por sufragio corporativo de todos los cabezas de familia agrupats en classes fundades en lo treball manual, en la capacitat o en les carreres professionals i en la propietat, indústria i comerç.
«Las Bases son un proyecto autonomista, en absoluto independentista, de talante tradicional y corporativista. Estructuradas en diecisiete artículos propugnan la posibilidad de modernizar el Derecho civil, la oficialidad exclusiva del catalán, la reserva para los naturales de los cargos públicos incluidos los militares, la comarca como entidad administrativa básica, la soberanía interior exclusiva, unas cortes de elección corporativa, un tribunal superior en última instancia, la ampliación de los poderes municipales, el servicio militar voluntario, un cuerpo de orden público y moneda propios y una enseñanza sensible a la especificidad catalana».

### El impulso del nacionalismo catalán tras el «desastre del 98»: la Lliga Regionalista

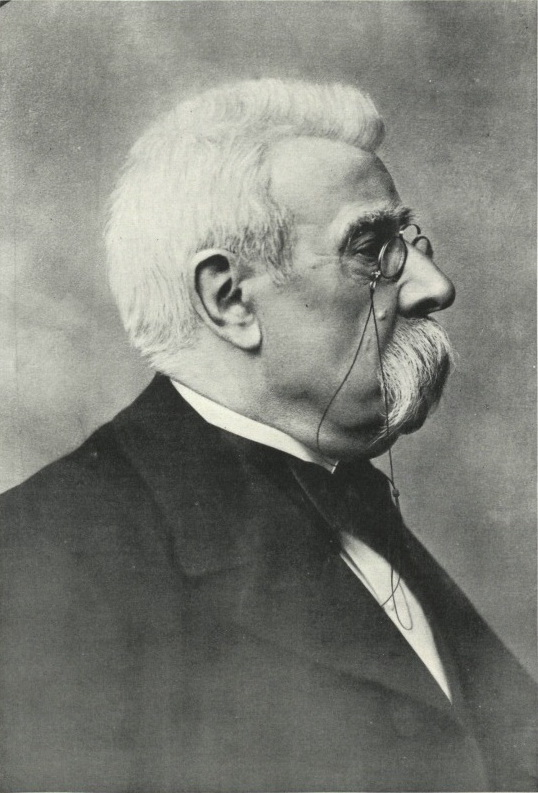
Manuel Duran i Bas.

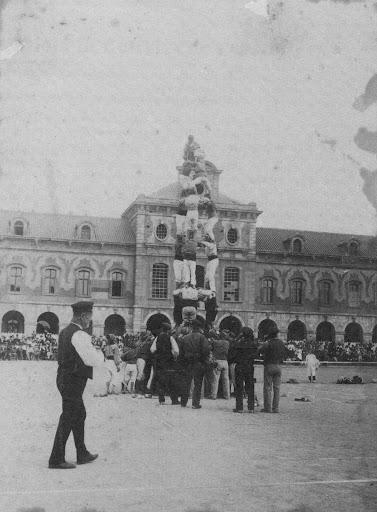
Concurso de castells celebrado en 1902 en el Parque de la Ciudadela frente al edificio que a partir de 1932 sería la sede del Parlamento de Cataluña. Josep Torras i Bages consideraba els castells de xiquets, viril manifestació, símbol de la força i de l'aplom del nostre poble.

La mayoría de los catalanistas apoyaron la concesión de la autonomía a Cuba, pues la consideraron un precedente para conseguir la de Cataluña, pero la propuesta de Francesc Cambó de que la Unió Catalanista hiciera una declaración a favor de la autonomía cubana con posibilidad de llegar a la independencia encontró escaso respaldo. La iniciativa de la Unió Catalanista que tuvo mayor repercusión fue el Missatge a S.M. Jordi I, rei dels Hel·lens ('Mensaje a S.M. Jorge I, rey de los Helenos') en el que se congratulaba por la anexión de la isla de Creta al Reino de Grecia. La entrega del Missatge, redactado por Prat de la Riba, al cónsul griego en Barcelona se convirtió en un acto de exaltación catalanista que acarreó sanciones administrativas. Pocos meses después se publicaba en Francia un manifiesto catalanista anónimo —escrito también por Prat de la Riba— dirigido a la prensa europea y titulado La Question Catalane.
Tras la derrota española en la guerra hispano-estadounidense de 1898 el regionalismo catalán experimentó un fuerte impulso, fruto del cual nació en 1901 la Lliga Regionalista. Esta surgió de la fusión de la Unión Regionalista fundada en 1898 y del Centre Nacional Català, que aglutinaba a un grupo escindido de la Unió Catalanista encabezado por Enric Prat de la Riba y por Francesc Cambó. La razón de la ruptura fue que estos últimos, en contra de la opinión mayoritaria de la Unió, habían defendido la colaboración con el gobierno conservador regeneracionista de Francisco Silvela —uno de ellos Manuel Duran y Bas, formó parte de él; y personalidades cercanas al catalanismo ocuparon las alcaldías de Barcelona, Tarragona y Reus, así como los obispados de Barcelona y Vich—, aunque finalmente rompieron con el Partido Conservador al no ser aceptadas sus reivindicaciones —concierto económico, provincia única, reducción de la presión fiscal—. La respuesta fue el tancament de caixes y la salida del gobierno de Duran i Bas y la dimisión del doctor Bartomeu Robert como alcalde Barcelona.
El fracaso del acercamiento a los conservadores españoles no hizo desaparecer a la nueva Lliga Regionalista sino todo lo contrario ya que encontró un apoyo cada vez mayor entre muchos sectores de la burguesía catalana desilusionados con los partidos del turno. Esto se tradujo en su triunfo en las municipales de 1901 en Barcelona, lo que significó el fin del caciquismo y del fraude electoral en la ciudad, y la obtención de 6 diputados en las elecciones generales. En los años siguientes la Lliga extendió su influencia aunque lentamente fuera de Barcelona. Como consecuencia del «accidentalismo» de la Lliga sobre la forma de gobierno, algunos de sus miembros encabezados por Jaume Carner y por Lluís Domènech i Montaner la abandonaron en 1904 para fundar dos años después el Centre Nacionalista Republicà cuyo órgano de prensa era El Poble Català. Ese mismo año de 1906 Prat de la Riba publicaba La nacionalitat catalana, «considerada muy pronto como la obra teórica culminante del catalanismo».
En el libro Prat de la Riba proponía la formación de un Estado-imperio «de Lisboa al Ródano» integrado por España, Portugal y Occitania, bajo la hegemonía de Cataluña —su centro de gravedad se situaría en Barcelona— gracias a la pujanza de su cultura:

El arte, la literatura, las concepciones jurídicas, el ideal político y económico de Cataluña han iniciado la obra exterior, la penetración pacífica en España, la transfusión al resto de nacionalidades españolas y al organismo del estado que las gobierna. El criterio económico de los catalanes en las cuestiones arancelarias hace años que ha triunfado.

Al mismo tiempo que la Lliga nació en Barcelona el lerrouxismo, una forma de populismo españolista que pronto se convirtió en la bestia negra del catalanismo. El nombre procedía del republicano no federal Alejandro Lerroux que acababa de llegar a Barcelona, tras haberse distinguido por su campaña de denuncia de los Procesos de Montjuic en el diario madrileño El País. En las elecciones generales de 1901 consiguió un escaño de diputado por Barcelona que revalidó en las de 1903, gracias al voto de los distritos más populares de la ciudad que se convirtieron en su feudo.

## Surgimiento del catalanismo independentista

Estelada blava (azul), bandera independentista catalana.

Estelada groga (amarilla), otra bandera del independentismo catalán, con connotaciones más izquierdistas.

El independentismo catalán o secesionismo catalán es la corriente político-social, derivada del nacionalismo catalán, que propugna por la independencia de Cataluña con su actuales límites como comunidad autónoma, o bien por una Cataluña ampliada que incluya la Comunidad Valenciana, las Islas Baleares, la denominada «Cataluña del Norte» (territorio actualmente francés), la franja oriental de Aragón y la zona catalanohablante de El Carche (Región de Murcia), es decir el territorio denominado como Países Catalanes. Esta delimitación geográfica determina su secesión respecto a España y Francia. 
En general, el independentismo catalán apoya la integración de una hipotética Cataluña independiente en la Unión Europea, con excepción de los sectores más izquierdistas del independentismo, como la CUP.

La Unió Catalanista de México, en 1953.

El primer partido independentista catalán fue Estat Català fundado por Francesc Macià en 1922. El golpe de Estado de Primo de Rivera de septiembre de 1923 reafirmó la apuesta por la vía insurreccional, que se concretó en el fracasado intento de invasión de Cataluña por la frontera francesa de un pequeño ejército de voluntarios conocido como complot de Prats de Molló. El complot, a pesar del fracaso, y el juicio posterior celebrado en París contra Macià y 17 implicados convirtió a l'Avi ('el abuelo') Macià (tenía 67 años) en el mito viviente del nacionalismo catalán. En 1928 Macià visitó los centros catalanes de América Latina que habían financiado sus actividades y en La Habana presidió la Asamblea Constituyente del Separatismo Catalán, celebrada entre el 30 de septiembre y el 2 de octubre de 1928, en la que se aprobó la Constitución Provisional de la República Catalana y se fundó el Partit Separatista Revolucionari Català —aunque este sólo actuó en América, ya que Estat Català siguió siendo el aglutinante del independentismo en Cataluña-. Cuando tras la proclamación de la Segunda República Española el 14 de abril de 1931 Macià renunció a la República Catalana y aceptó la formación de la Generalidad de Cataluña dentro de la Segunda República Española, los sectores independentistas se distanciaron de l'Avi.